# Borowscy
Borowscy – polski ród książęcy, pochodzenia moskiewskiego.

## Etymologia nazwiska
Nazwisko Borowskich ma charakter odmiejscowy, a konkretniej wywodzi się od miejscowości Borowsk, zlokalizowanej w obwodzie kałuskim.

## Historia
Ród udzielnych książąt Borowskich istniał w Moskwie pod koniec XIV-go i w pierwszej połowie XV-go wieku. Z nich znany jest Wasil Jarosławicz, który zbiegł z Moskwy do Wielkiego Księstwa Litewskiego, w której to znany jest wraz z potomkami pod nazwą kniaziów Jarosławiczów.